# Marsupella aquatica
Marsupella aquatica ist eine Moosart der Ordnung Jungermanniales. 

## Merkmale
Die Stämmchen werden zwei bis zehn Zentimeter lang. Sie bilden grüne bis schwarzgrüne, glänzende Rasen. Die Blätter sind kahnförmig, ausgebreitet sind sie kreisrund, etwas breiter als lang. Auf einem Achtel der Blattlänge sind sie in zwei stumpf-zugespitzte Lappen geteilt. In der Blattmitte sind die Laminazellen 25 × 40 Mikrometer groß, ihre Ecken sind knotig verdickt. Der hintere Blattrand ist schmal umgerollt. Jede Zelle enthält zwei bis drei Ölkörper. Sporogone werden selten gebildet.

## Verbreitung und Standorte
Die Art kommt in Europa und Nordamerika vor. In Deutschland ist sie in den höheren Mittelgebirgen zu finden. Sie wächst an ständig nassen, kalkfreien Felsen und Gestein entlang von Bächen. 

## Belege
- Jan-Peter Frahm, Wolfgang Frey: Moosflora (= UTB. 1250). 4., neubearbeitete und erweiterte Auflage. Ulmer, Stuttgart 2004, ISBN 3-8252-1250-5.